# Ґміна Ґладишув
Ґміна Ґладишув (пол. Gmina Gładyszów) — об'єднана сільська ґміна Горлицького повіту Краківського воєводства Польської республіки в 1934–1939 рр. Центром ґміни було село Гладишів.
Ґміну Ґладишув утворили 1 серпня 1934 року у межах адміністративної реформи в ІІ Речі Посполитій із тогочасних сільських ґмін: Баниця, Чорна, Довге, Гладишів, Ясінка, Конечна, Крива, Липна, Луг, Незнайова, Радоцина, Реґетів Вишній Реґетів Нижній, Смерековець, Вірхня, Воловець, Ждиня.
Налічувалось 1190 житлових будинків.
На 1 січня 1939 року у ґміні було майже суцільно українське населення — з 7500 осіб було 7220 українців, 180 поляків і 100 євреїв.